# 송진포왜성
송진포왜성(松眞浦倭城)은 경상남도 거제시 장목면에 있는 임진왜란 때 일본군이 쌓은 왜성이다.

## 개요
1593년(선조 23년) 일본군들이 쌓은 성이다. 산성의 둘레는 420m이고 높이는 3m, 폭은 3.2m이다. 성(城)안에는 누각이 있었으나 허물어져 버렸고 기와조각들이 발견되었다. 시루성이라고도 부른다. 거제시 장목면 송진포리 산36-3번지에 위치한다.
송진포왜성은 떡시루와 같이 생겼다고 하여 시루성(甑城) 혹은 삼태기처럼 생겼다고 하여 농바우라 하며 이 성을 농암산왜성(籠岩山)이라고 했다.
구전에 의하며 장목항의 좌우에 왜성을 설치하고 약 500m 되는 거리에 다리를 놓고 건너다녔다고 하는 전설이 있다. 그리고 지금은 작고했으나 지금부터 100년전에 삼나무(수기목)와 소나무가 울창하였다고 한다. 일부 과장된것을 추정해보면 1593년에 일본인들이 삼나무를 심어 1890년대까지 있었다고 추정해볼 수 있으나 황당한 이야기 일수도 있다.
1970년에 농마우(籠岩山)는 해동의원 장종석씨가 구입하여 농장을 개설하였는데 그 당시 농장을 둘러보면 감나무가 대부분 배상형이나 변칙주간형이어서 일본군들이 거주하였다고 추정해본다. 왜냐하면 그 당시 한국은 감나무를 자연형으로 키웠고, 배상형이나 변칙주간형으로 키우지는 않았다.
장목궁도장에서 100m 정도 올라가면 정상에 약 50평정도 지휘소가 있던 자리로 보이는 곳에는 평지이다. 이곳에서 남쪽으로 조금가면 큰바위가 몇 개 있다. 지금은 이름 모를 산소가 있는 곳인데 1973년 답사 기록에 따르면 이곳에서 기와와 사발조각 등이 발견된 것으로 보아 망루인 것 같다고 전해진다. 지금은 그 흔적을 찾기 힘들다. 계속 바다 쪽으로 가다보면 바다가 접하는 곳에는 기와조각들이 흩어져 있다.
일본인들이 일본기와를 좋아하는 모양이 있는데 장목우체국 앞에 독일집이 있는데 그 집을 수리하면서 기와를 일본에서 수입하여 사용하였다. 한국기와를 사용하지 않고 일본기와를 사용한 것은 기와 품질이 월등히 우수하여 그렇지 않았나 하고 생각해 본다.

### 동아문화연구원 해설
장목만 양쪽에는 임란 시 왜군들의 군사용으로 두 성을 축조하였다. 오른쪽은 송진포왜성 왼쪽은 장문포왜성이다.
이 왜성은 해발 약60m 정상부를 중심으로 하는 東曲輪群과 서쪽 약 90m정도로 중심으로 하는 서곡륜군으로 이루어져 있다. 그리고 현재 곡륜군사이를 연결하는 안부(鞍部)에는 궁도장이 들어서 있다. 궁도장이 설치되면서 동곡륜군의 개곡륜을 진입로로 이용하여 일부가 훼손되었으나 비교적 양호하다.
동곡륜군은 3개의 곡륜으로 이루어져 있다. 중심이 되는 가장 높은 곳에 위치한 곡륜은 동서약 25m, 남북 약 40m의 규모로 석축 높이는 약 3m이다. 출입구는 남쪽으로 치우친 곳의 동서 양쪽 두 곳에 설치 되어 있다. 동쪽의 출입구에는 계단이 있다. 동쪽 출입구에는 <L>자상의 곡륜이 설치되어 있다.
서곡륜군은 동곡륜군에 비해 복잡하게 축성된 전형적인 왜성의 형태를 띠고 있다. 높이나 구조적인 측면, 군사적인 측면에서 서곡륜이 중심적인 곡륜으로 기능상 차이점을 생각할 수 있다. 구릉의 정상부를 중심으로 하는 곡륜과 산록을 중심으로 하는 곡륜, 이 두곡륜을 연결하는 석축으로 이루어져 있다. 정상부를 중심으로 하는 곡륜은 약 10m, 남북 약 15m의 규모이고 석축의 잔존 높이는 약 2m이다. 출입구는 남쪽과 서쪽 두 곳에 설치되어있다. 두 곳 모두 외측에 <L>자상의 석축을 두루고 있다. 이 곡륜에서 북서쪽으로 단을 이루며 해안가로 바로 접하는 곡륜에 연결되어 있다.
해안가에는 성벽에 사용한 석재를 가공한 흔적이 있는 바위들이 곳곳에 확인된다.

## 시지정문화재 미지정
송진포왜성은 장문포왜성, 지세포진성과 달리 시지정문화재로 등록이 되지 않아 안내판이 없다.

## 관광
- 장목중학교 옆에 장목진 객사가 있다.
- 이웃 관포마을에 위판장이 있다.
- 바닷가에는 대규모 활어판매센터가 있다.
- 이웃에는 송진골프장과 송진초등학교에는 예술촌이 있다.

## 찾아가는길
장목궁도장에서 100m 정도 올라가면 송진포왜성이 있다. 장목해양연구소 시험선 뒤쪽으로 보이는 산이 시루성(일명 송진포왜성)이며, 바다 동쪽에 있는 장목해양연구소 주변에 장문포왜성이 있다.

## 참고 문헌
- 송진포왜성은 아명으로 지세포(知世浦)라고 한다. 지세포진성의 '지세포왜성'이라는 이름이 송진포왜성의 아명으로도 알려졌다.

## 같이 보기
- 영등왜성지
- 거제 장문포 왜성 - 경상남도 문화재자료 제273호
- 거제 지세포진성 - 경상남도 기념물 제203호